# Velika Bukovica
Velika Bukovica je naselje v Občini Ilirska Bistrica.